# Alburnus sava
Espèce
Alburnus sava est un poisson d'eau douce de la famille des Cyprinidae.

## Répartition
Alburnus sava est endémique de la rivière Kupa qui marque une partie de la frontière entre la Croatie et la Slovénie.

## Description
La taille maximale connue pour Alburnus sava est de 218 mm.

## Étymologie
Son nom spécifique, sava, lui a été donné en référence au lieu de sa découverte, la rivière Kupa, affluent de la Sava (Save en français).

## Publications originales
- Bogutskaya et al., 2017 : Description of a new species of Alburnus Rafinesque, 1820 (Actinopterygii, Cyprinidae, Leuciscinae) from the Kolpa River in the Sava River system (upper Danube drainage), with remarks on the geographical distribution of shemayas in the Danube. ZooKeys, n. 688, p. 81-110[4] (texte intégral).